# Nipponoclava gigantea
Nipponoclava gigantea is een tweekleppigensoort uit de familie van de Penicillidae. De wetenschappelijke naam van de soort is voor het eerst geldig gepubliceerd in 1888 door Sowerby.